# Liste der Wappen im Kreis Minden-Lübbecke
Diese Liste beinhaltet alle in der Wikipedia gelisteten, aktuellen Kommunalwappen des Kreises Minden-Lübbecke in Nordrhein-Westfalen. Alle Städte, Gemeinden und Kreise in Nordrhein-Westfalen führen ein Wappen. Sie sind über die Navigationsleiste am Ende der Seite erreichbar.
Für die historischen Kommunalwappen der Altkreise Lübbecke und Minden siehe: Liste der Wappen im Altkreis Lübbecke und Liste der Wappen im Altkreis Minden

## Kreiswappen
| Kreis                 | Wappen | Kommentare |
| --------------------- | ------ | --- |
| Kreis Minden-Lübbecke |        | Genehmigt durch den RP Detmold am 11. September 1973: „Im gespaltenen Schild vorn in Rot zwei silberne (weiße) schräggekreuzte Schlüssel mit abgewendeten Barten, hinten in Silber (Weiß) drei rote Sparren.“ |

## Wappen der kreisangehörigen Städte und Gemeinden
| Stadt oder Gemeinde       | Wappen | Kommentare |
| ------------------------- | ------ | --- |
| Stadt Bad Oeynhausen      |        | Genehmigt durch den RP Detmold am 12. Dezember 1973: „In Blau eine aufrecht stehende silberne Leiter mit vier Sprossen unter einem durch eine silberne Wellenleiste abgetrennten roten Schildhaupt, darin drei silberne Merletten.“ |
| Stadt Espelkamp           |        | Genehmigt durch den RP Detmold am 11. September 1973: „Von Silber (Weiß) und Schwarz geteilt; oben drei fächerförmig gestellte grüne Espenblätter mit schwarzen Stielen, unten ein durchgehendes silbernes (weißes) Kreuz.“ |
| Gemeinde Hille            |        | Genehmigt durch den RP Detmold am 12. November 1981: „In Silber (Weiß) aus einem roten Wellenschildfuß wachsend drei rote Moorkolben mit schwarzen Kolben, darüber rote schräggestellte Windmühlenflügel.“ |
| Gemeinde Hüllhorst        |        | Genehmigt durch den RP Detmold am 15. Oktober 1973: „Von Gold (Gelb) und Rot geteilt; oben freischwebend eine rote zweitürmige gezinnte Burg, unten ein von vier goldenen (gelben) Kugeln bewinkeltes liegendes Balkenkreuz.“ |
| Stadt Lübbecke            |        | Genehmigt durch den RP Detmold am 7. Oktober 1974: „In Silber (Weiß) ein roter Torbau mit 2 gezinnten Türmen und blauem, offenem Tor mit 2 silbernen (weißen) schräggekreuzten Schlüsseln mit abgewendeten Bärten. Zwischen den Türmen ein goldener (gelber) sechsstrahliger Stern.“                                                               |
| Kreisstadt Minden         |        | Genehmigt 1853: „Der von Gold und Rot gespaltene Schild zeigt vorn in Gold unter einer Kaiserkrone einen golden bewehrten, rot gezungten schwarzen Doppeladler, hinten in Rot zwei schräg gekreuzte silberne Schlüssel mit abgewendeten Bärten oben, wobei der Schlüssel mit dem zur Schildmitte weisenden Bart über dem anderen Schlüssel liegt.“ |
| Stadt Petershagen         |        | Genehmigt durch den RP Detmold am 29. März 1974: „In Rot über einem silbernen (weißen) Wellenfuß eine silberne (weiße) Pfeilerbrücke, darüber zwei silberne (weiße) schräggekreuzte Schlüssel mit abgewendeten Bärten.“ |
| Stadt Porta Westfalica    |        | Genehmigt durch den RP Detmold am 12. November 1973: „Durch Zinnenschnitt in Rot und Silber (Weiß) geteilt. Oben drei silberne (weiße) Zinnentürme, unten ein roter balkenweise gelegter Adlerflügel mit goldenem (gelbem) Kleestengel.“ |
| Stadt Preußisch Oldendorf |        | Genehmigt durch den RP Detmold am 28. September 1976: „In Silber (Weiß) ein roter Sparren, darüber zwei rote sechsstrahlige Sterne, darunter zwei rote schräggekreuzte Schlüssel.“ |
| Stadt Rahden              |        | Genehmigt durch den RP Detmold am 19. April 1973: „Unter einem silbernen (weißen) Schildhaupt mit 3 blauen fünfblättrigen Rosen in Rot 2 kreuzweis gestellte silberne (weiße) Haken mit Griff.“ |
| Gemeinde Stemwede         |        | Genehmigt durch den RP Detmold am 6. Februar 1975: „In Blau über einem goldenen (gelben) Dreiberg ein goldenes (gelbes) gestürztes Schwert, begleitet von zwei silbernen (weißen) Lilien.“ |

Nicht genehmigte bzw. nicht eingereichte Wappenentwürfe für die Stadt Lübbecke 1973:

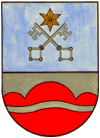
Entwurf 1
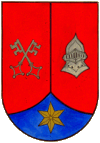
Entwurf 2
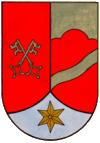
Entwurf 3

## Wappen von Ortsteilen

### Stadt Lübbecke
Die Stadt Lübbecke stellte am 20. Juni 2009 die folgenden sieben neuen Ortsteilwappen vor. Bei denen es sich aber nicht um offiziell verwendbare Kommunalwappen handelt:

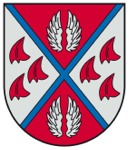
Ortsteil Alswede
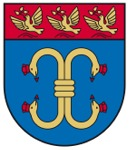
Ortsteil Blasheim
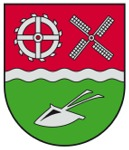
Ortsteil Eilhausen
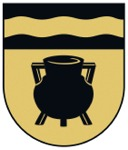
Ortsteil Gehlenbeck
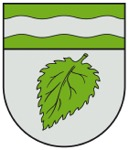
Ortsteil Nettelstedt
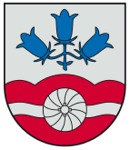
Ortsteil Obermehnen
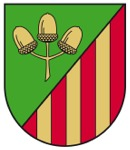
Ortsteil Stockhausen

### Stadt Minden
Das Wappen des Mindener Ortsteils Dankersen wurde erst nach der Eingemeindung 1973 entworfen. Das Wappen des Mindener Ortsteils Bölhorst wurde am 10. Juli 1995 offiziell vorgestellt.

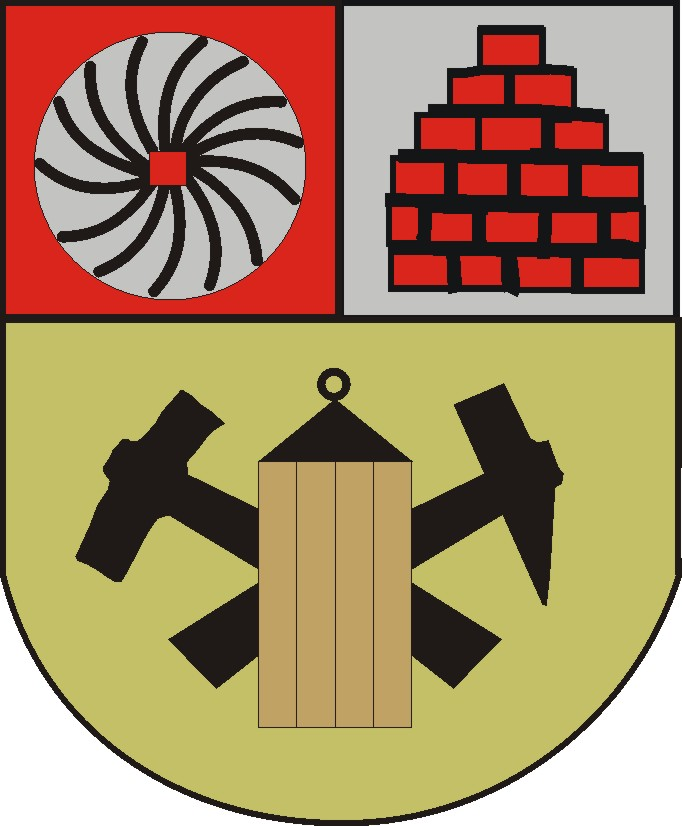
Ortsteil Bölhorst: Im von rot und silber gespalten Schildhaupt, vorne ein silberner Mühlstein, hinten eine rote Ziegelsteinmauer, darunter in Gold schräggekreuzte schwarze Schlägel und Eisen belegt mit einer goldenen Grubenlampe
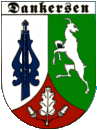
Ortsteil Dankersen: Über gekürzter und eingeschweifter roter Spitze mit aufrechtem silbernen Eichenblatte mit zwei silbernen Eicheln am Blattstiel, gespalten von Silber und Grün; vorne ein blauer Giebelpfahl, hinten ein steigender Ziegenbock mit nach links gewendetem Kopf.